# Santa Teresa, Ahualulco
Santa Teresa är en ort i Mexiko.   Den ligger i kommunen Ahualulco och delstaten San Luis Potosí, i den centrala delen av landet, 400 km nordväst om huvudstaden Mexico City. Santa Teresa ligger 2 018 meter över havet och antalet invånare är 646.
Terrängen runt Santa Teresa är kuperad söderut, men norrut är den platt. Runt Santa Teresa är det ganska glesbefolkat, med 36 invånare per kvadratkilometer. Närmaste större samhälle är Ahualulco, 14,1 km öster om Santa Teresa. Omgivningarna runt Santa Teresa är i huvudsak ett öppet busklandskap.